# Quarantamaula
Quarantamaula, Corantameula (Ontinyent), Cucamaula o Quicamaula és una criatura misteriosa, d'origen demoníac, un ésser fantàstic i mutant propi de l'imaginari valencià que els adults usaven per a fer por als xiquets malcreguts.

## Representació
A Tibi diuen que és un monstre mig humà i mig gallina, amb la meitat del cos cobert de plomes, les potes llargues i el coll com un voltor i que té el seu cau entre els canyars del pantà. A la Vall d'Albaida es diu que és una bruixa que s'assembla a un gat i fa el que més els agrada als gats, pujar a les teulades i així anar de casa en casa, fer soroll i atemorir els xiquets. En altres zones fins i tot adopta la forma inofensiva de caragol o gat. En tot cas es repetix la idea de ser una criatura que va per les teulades i fa soroll amb pedres contra les finestres. Esta criatura que té tantes formes ens recorda que les formes del mal són infinites i fins i tot agafa el cos d'éssers inofensius com pot ser un gat.